# Roy Jones Jr.
Roy Levesta Jones Jr. (Pensacola, Florida, 16 de enero de 1969), más conocido como Roy Jones Jr., es un boxeador, baloncestista, rapero y actor estadounidense. Como profesional, ha conseguido numerosos títulos mundiales en el peso medio, supermediano, semipesado y en las divisiones de peso pesado. Es el único boxeador en la historia en iniciar su carrera como peso superwélter (154 libras) y pasar a ganar un título de peso pesado.
Jones dejó su marca en la historia del boxeo cuando ganó el título de la AMB de peso pesado, convirtiéndose en el primer excampeón medio en ganar un título de peso pesado en 106 años. Jones fue nombrado "Luchador de la Década" de los años 1990 por la Asociación de Escritores de Boxeo de América.

## Carrera como boxeador

### Aficionado
Tuvo una exitosa carrera como boxeador aficionado. Ganó las olimpiadas nacionales júnior de los Estados Unidos en 1984 en la categoría de 54 kilogramos, los guantes dorados nacionales en la categoría de 63 kilogramos en 1986 y los guantes dorados nacionales en la categoría de 71 kilogramos en 1987. Sin embargo, perdió por decisión ante Gerald McClellan, quien llegó a ser campeón de la Organización Mundial de Boxeo y del Consejo Mundial de Boxeo en los pesos medios en los años 90. Finalizó su carrera aficionado con un récord de 121-13.
En 1988 representó a su país en los Juegos Olímpicos de Seúl 1988, donde ganó la medalla de plata. Dominó a todos sus rivales de camino a la final, pero en esa instancia perdió por decisión de los jueces (3-2) ante el boxeador de Corea del Sur, Park Si-Hun, que lanzó 32 golpes por los 86 de Jones. El resultado de la pelea generó una gran controversia en la época. Jones recibiría el Premio Val Baker por el mejor estilo de boxeo en el evento.
Aunque miembros del jurado admitirían que la decisión que tomaron en el duelo entre Jones y Park había sido errónea, una investigación del Comité Olímpico Internacional concluyó en 1997 que, si bien el fallo que emitieron había resultado desacertado y perjudicial para el boxeador estadounidense, éste no se produjo por un acto de corrupción sino por mera impericia, por lo que el resultado final del enfrentamiento no fue modificado. Apenas un año antes el Comité Olímpico Estadounidense, utilizando documentos desclasificados de una investigación realizada por la Stasi, había denunciado que los organizadores de los Juegos Olímpicos de Seúl 1988 se habían ocupado de sobornar a varios jueces deportivos para que favoreciesen a Corea del Sur.

### Profesional
Jones, que en su juventud compartió gimnasio con grandes boxeadores como el campeón de la NABF Ronnie Essett, el campeón mundial de la IBF Lindell Holmes y el histórico Sugar Ray Leonard, se convirtió en profesional el 6 de mayo de 1989 noqueando a Ricky Randall en dos asaltos en el Auditorio Bayfornt en su ciudad natal Pensacola; en su segunda pelea se enfrentó con el experimentado Stephan Johnson en Atlantic City, noqueándolo en el octavo asalto.
En tres años obtuvo un récord de 15-0 con 15 nocaut antes de subir de peso, se enfrentó al excampeón mundial de peso wélter Jorge Vaca en una pelea el 10 de enero de 1992, noqueó a Vaca en el primer asalto y subió su marca de nocaut a 16. Antes de un nocaut más, Jones se enfrentó al futuro campeón mundial mediano de la AMB, Jorge Locomotora Castro, ganando en 10 asaltos.
Noqueó a otros tres peleadores antes de que se le diera por primera vez la oportinidad de pelear por un título mundial.
El 22 de mayo de 1993 se enfrentó por el título vacante de la IBF de los medianos ante Bernard Hopkins ganando por decisión unánime en Washington D.C, ganando el título mundial de los medianos de la IBF, los tres jueces marcaron tarjetas de 116-112 para Jones. Para su siguiente pelea se enfrentó con el futuro campeón Mundial super mediano del CMB, Thulane "Sugar Boy" Malinga, en una pelea sin el título en juego, Jones noqueo a Malinga en el sexto asalto.
Terminó el año con otra pelea sin el título en juego frente a Fermin Chirino ganando por decisión.
En 1994 comenzó peleando contra el poderoso contendiente Danny "Popeye" García ganando por nocaut en otra pelea sin el título en juego, retuvo el título por primera vez ante Thomas Tate por nocaut en el asalto 2 en Las Vegas el 27 de mayo para después de esa pelea dejar vacante el título de los medianos para subir a la categoría de los super medianos. El 19 de noviembre se enfrentó al campeón supermediano de la IBF el invicto James Toney, este combate entre invictos se esperaba que fuera uno de los más peleados en la historia, pero fue todo lo contrario, desde el tercer asalto Jones toma total control de la pelea, Jones a pesar de no poder tumbar a Toney, gana por decisión y apoderándose del título supermedianos de la IBF, termina el año con una victoria en la revancha con Tate por nocaut en el sexto asalto.
En 1995 defiende el título de los supermedianos de la IBF tres veces, primero ante Antoine Byrd por nocaut en el primer asalto, contra el campeón de los super medianos del Consejo Internacional de Boxeo, el italo-americano Vinny Pazienza a quien derrota por aparatoso nocaut en el sexto asalto y ante Tony Thornton por nocaut en el segundo asalto.

### 1996 a 2002

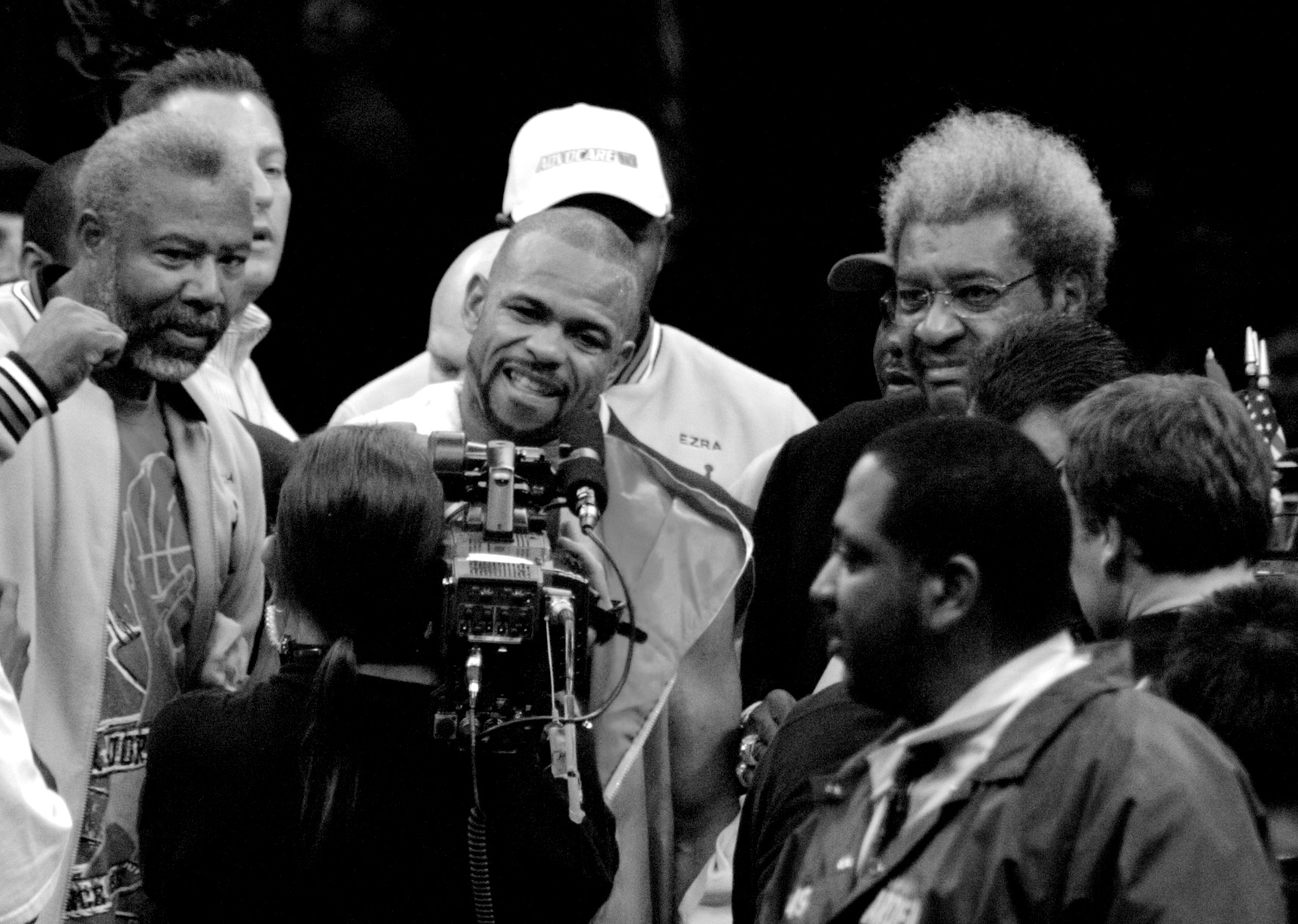
Roy Jones Jr. junto a Don King tras la victoria ante Félix Trinidad.

En 1996, Jones siguió con su racha ganadora ganándole a Merqui Sosa por nocaut en el segundo asalto, luego expuso su título ante futuro campeón del mundo Eric Lucas ganando por nocaut en el asalto 11, luego siguió otra defensa ante Bryant Brannont por nocaut en el tercer episodio para luego dejar el título de los supermedianos para pasar a la categoría de los semipesados. Se enfrentó con el múltiple campeón mundial y eventual salón de la fama Mike McCallum por el título mundial vacante semipesado de la WBC derrotándolo por decisión en 12 asaltos, así Jones se unió al exclusivo grupo de boxeadores que han podido ganar un título en 3 diferentes pesos.
En 1997 Jones expone su título de los semipesados ante Montell Griffin sufriendo su primera derrota como profesional por descalificación, Jones que lideraba la pelea en hasta el noveno asalto pero le pega una vez caído Griffin, pero 10 meses después Jones tiene su revancha y noquea a Griffin en el 1 asalto recuperando su título.
En 1998 Jones comienza ganándole al futuro campeón mundial de los Cruceros Virgil Hill noqueándole en 4 asaltos en una pelea sin el título en juego en Biloxi, Missisipi, en el que se espera un duro combate cuerpo a cuerpo, pero fue una gran victoria para Jones número 35 de su carrera, luego Jones ganó su título mundial número 5 al derrotar al puertorriqueño Lou Del Valle por decisión en 12 asaltos ganando el título semipesado de la WBA unificando los títulos semipesados de la WBC y la WBA, luego defendió su título ante Otis Grant por nocaut en el 10 asalto.
En 1999, Jones comienza exponiendo su título ante Richard Frazier, ganando por nocaut en el 2 asalto, después Jones expone sus títulos semipesados de la WBC y de la WBA ante Reggie Johnson y este último exponía su título semipesado de la IBF, Jones gana por decisión en duodécimo asalto en una de sus mejores peleas y ganando su 6 título mundial.
En el 2000, Jones comenzó exponiendo sus cinturones ante David Telesco, ganando por decisión en duodécimo asalto, volvió a defender sus títulos ante Richard Hall ganando por nocaut en el undécimo asalto, luego Jones expones sus cinturones ante Eric Harding y este último exponía su título semipesado de la IBO, ganando Jones por nocaut en el décimo asalto.
En el 2001, Jones iniciaba el año exponiendo sus títulos ante Derrick Harmon y este exponía su título semipesado de la NBA, Jones gana por nocaut en el undécimo asalto, luego Jones exponía sus títulos ante Julio Cesar Gonzales y este último exponía su título semipesado de la WBF y además el ganador se llevaría el título vacante de los semipesados de la IBA, Jones ganó por decisión en 12 asaltos.
En 2002 Jones defendió sus títulos 2 veces, primero ante Glen Kelly ganando por nocaut en el duodécimo asalto, luego ante Clinton Woods ganando por nocaut en el sexto asalto, después subió a la categoría de los pesados.

### Campeón de los pesos pesados
El 1 de marzo de 2003, Jones se enfrentó a John Ruiz por el título vacante de los pesados de la WBA, ganando por decisión unánime en 12 asaltos ganando su 7.º título mundial, después de eso bajo de peso para retener los títulos semipesados de la IBO y WBC ante Antonio Tarver ganando por decisión en 12 asaltos.

### Declive
En 2004 vino la gran caída de Jones, primero trata de retener seis títulos semipesados de la IBA, IBO, NBA, WBA, WBC y WBF ante su último oponente Antonio Tarver, el mundo del boxeo es sorprendido cuando Jones es derrotado por nocaut en el segundo asalto ante Tarver perdiendo gran parte de sus cinturones, meses después busca retener su título semipesado de la IBF ante Glen Johnson, fallando otra vez siendo noqueado en el noveno asalto y perdiendo así todos sus cinturones de los semipesados.

### Recuperación
El 1 de octubre de 2005, Jones trataba de recuperar sus títulos semipesados de la IBO y NBA ante Antonio Tarver, en un combate memorable, Jones y Tarver se intercambian golpes en cada asalto, pero Tarver es el que logra tumbar a Jones en una ocasión, los fuertes y efectivos golpes de Tarver hacen que este gane por decisión y mantenga sus títulos.
Jones regresó después de su segunda derrota contra Tarver y tercera consecutiva ganando el título de los semipesados de la IBC y NABO ante Prince Babi Ajamu y ante Anthony Hanshaw ganando por decisión. El 19 de enero de 2008, vence a Félix Trinidad por decisión. El 8 de noviembre de 2008 Roy Jones perdió a manos de Joe Calzaghe en una pelea con el título The Ring en la división de los semipesados. Jones acabó el combate con la ceja destrozada y ensangrentado. En marzo de 2009 volvió a subirse a un ring en su ciudad natal, Pensacola, para derrotar por nocaut técnico a Omar Sheika.
En 2018, luego de derrotar a Scott Sigmon, Jones anunció su retiro del boxeo.
Volvió al ring para una pelea de exhibición contra Mike Tyson el 28 de noviembre de 2020, en el Staples Center, de Los Ángeles, California, organizada para lanzar la Legends Only League. El enfrentamiento -que contó con el aval de la California State Athletic Commission, lo que significó que no fue un duelo fingido- se realizó a 8 rounds y terminó en empate.
El 1 de abril de 2023, a más de cinco años de su retiro oficial y a casi tres de su última pelea pública, Jones, de 54 años, enfrentó a Anthony Pettis, un peleador de artes marciales mixtas que fue campeón en la categoría de peso ligero de la UFC y de la WEC. El enfrentamiento terminó con victoria para Pettis por decisión mayoritaria de los jueces.

## Récord profesional
| 66 Victorias (47 nocauts), 10 Derrotas |        |                         |                 |               |            |                                                       | |
| Res.                                   | Récord | Oponente                | Tipo            | Rd., Tiempo   | Fecha      | Localidad                                             | Notas |
| Derrota                                | 66–10  | Anthony Pettis          | DM              | 8             | 01-04-2023 | Fiserv Forum, Milwaukee                               | |
| Victoria                               | 66–9   | Scott Sigmon            | UD              | 10            | 08-02-2018 | Civic Center, Pensacola                               | |
| Victoria                               | 65–9   | Bobby Gunn              | TKO             | 8 (12), 0:07  | 17-02-2017 | Chase Center, Wilmington, Delaware                    | |
| Victoria                               | 64–9   | Rodney Moore            | UD              | 10            | 13-08-2016 | Bay Center, Pensacola, Florida                        | |
| Victoria                               | 63–9   | Vyron Phillips          | KO              | 2 (6), 2:30   | 20-03-2016 | Celebrity Theatre, Phoenix, Arizona                   | |
| Derrota                                | 62–9   | Enzo Maccarinelli       | KO              | 4 (10), 1:59  | 12-12-2015 | VTB Ice Palace, Moscú, Rusia                          | |
| Victoria                               | 62–8   | Eric Watkins            | KO              | 6 (10), 3:00  | 16-8-2015  | Foxwoods Resort Casino, Mashantucket, Connecticut     | |
| Victoria                               | 61–8   | Paul Vásquez            | TKO             | 1 (12), 3:00  | 28-3-2015  | Pensacola Bay Center, Pensacola, Florida              | Retuvo el Campeonato de Peso crucero de UMB. |
| Victoria                               | 60–8   | Willie Williams         | TKO             | 2 (10), 2:38  | 6-3-2015   | Cabarrus Arena, Concord, Carolina del Norte           | |
| Victoria                               | 59–8   | Hany Atiyo              | KO              | 1 (12), 1:15  | 26-9-2014  | Basket-Hall, Krasnodar                                | Retuvo el Campeonato de Peso crucero de UMB. |
| Victoria                               | 58–8   | Courtney Fry            | Retiro          | 5 (12), 3:00  | 26-7-2014  | Kipsala Exhibition Centre, Riga                       | Retuvo el Campeonato de Peso crucero de UMB. |
| Victoria                               | 57–8   | Zine Eddine Benmakhlouf | DU              | 12            | 21-12-2013 | Krylatskoe Sport Palace, Moscú                        | Ganó el Campeonato vacante de Peso crucero de UMB.                                                                                                   |
| Victoria                               | 56–8   | Paweł Głażewski         | DD              | 10            | 30-6-2012  | Atlas Arena, Łódź                                     | |
| Victoria                               | 55–8   | Max Alexander           | DU              | 10            | 10-12-2011 | Atlanta Civic Center, Atlanta, Georgia                | Ganó el Campeonato vacante de Peso crucero Intercontinental UBO.                                                                                     |
| Derrota                                | 54–8   | Denis Lebedev           | KO              | 10 (10), 2:58 | 21-5-2011  | Krylatskoe Sport Palace, Moscú                        | |
| Derrota                                | 54–7   | Bernard Hopkins         | DU              | 12            | 3-4-2010   | Mandalay Bay Resort & Casino, Las Vegas, Nevada       | |
| Derrota                                | 54–6   | Danny Green             | TKO             | 1 (12), 2:02  | 2-12-2009  | Acer Arena, Sídney                                    | Por el Campeonato de Peso crucero de OIB. |
| Victoria                               | 54–5   | Jeff Lacy               | Retiro          | 10 (12), 3:00 | 15-8-2009  | Mississippi Coast Coliseum, Biloxi, Misisipi          | Retuvo los Campeonatos semipesados de OMB NABO. |
| Victoria                               | 53–5   | Omar Sheika             | TKO             | 5 (12), 1:45  | 21-3-2009  | Pensacola Civic Center, Pensacola, Florida            | Ganó el Campeonato vacante de Peso semipesado de OMB NABO.                                                                                           |
| Derrota                                | 52–5   | Joe Calzaghe            | DU              | 12            | 8-11-2008  | Madison Square Garden, Nueva York                     | Por el Campeonato de Peso semipesado de The Ring. |
| Victoria                               | 52–4   | Félix Trinidad          | DU              | 12            | 19-1-2008  | Madison Square Garden, Nueva York                     | |
| Victoria                               | 51–4   | Anthony Hanshaw         | DU              | 12            | 14-7-2007  | Mississippi Coast Coliseum, Biloxi, Misisipi          | Ganó el Campeonato vacante de Peso semipesado de CIB.                                                                                                |
| Victoria                               | 50–4   | Prince Badi Ajamu       | DU              | 12            | 29-7-2006  | Qwest Arena, Boise, Idaho                             | Ganó el Campeonato de Peso semipesado de OMB NABO.                                                                                                   |
| Derrota                                | 49–4   | Antonio Tarver          | DU              | 12            | 1-10-2005  | St. Pete Times Forum, Tampa, Florida                  | Por los Campeonatos de Peso semipesado The Ring, OMB & el Campeonato vacante semipesado de NBA.                                                      |
| Derrota                                | 49–3   | Glen Johnson            | KO              | 9 (12), 0:48  | 25-9-2004  | FedEx Forum, Memphis, Tennessee                       | Por el Campeonato de Peso semipesado de FIB. |
| Derrota                                | 49–2   | Antonio Tarver          | TKO             | 2 (12), 1:41  | 15-5-2004  | Mandalay Bay Resort & Casino, Las Vegas, Nevada       | Perdió los Campeonatos de Peso semipesado de CMB, AMB (Super), OIB, AIB & The Ring Por los Campeonatos vacantes de Peso semipesado de FMB & NBA.     |
| Victoria                               | 49–1   | Antonio Tarver          | DM              | 12            | 8-11-2003  | Mandalay Bay Resort & Casino, Las Vegas, Nevada       | Retuvo los Campeonatos semipesados de The Ring & OMB. Ganó los Campeonatos de Peso semipesado de CMB & el vacante AMB (Super).                       |
| Victoria                               | 48–1   | John Ruiz               | DU              | 12            | 1-3-2003   | Thomas & Mack Center, Las Vegas, Nevada               | Ganó el Campeonato de Peso pesado de AMB. |
| Victoria                               | 47–1   | Clinton Woods           | TKO             | 6 (12), 1:29  | 7-9-2002   | Rose Garden, Portland, Oregon                         | Retuvo los Campeonatos semipesados de CMB, AMB (Super), FIB, OIB, NBA, FMB, AIB & The Ring.                                                          |
| Victoria                               | 46–1   | Glen Kelly              | KO              | 7 (12), 1:55  | 2-2-2002   | American Airlines Arena, Miami, Florida               | Retuvo los Campeonatos semipesados de CMB, AMB (Super), FIB, OIB, NBA, FMB & AIB. Ganó el Campeonato vacante de Peso semipesado de The Ring.         |
| Victoria                               | 45–1   | Julio César González    | DU              | 12            | 28-7-2001  | Staples Center, Los Ángeles, California               | Retuvo los Campeonatos semipesados de CMB, AMB (Super), FIB, OIB & NBA. Ganó el Campeonato de Peso semipesado de FMB & el Campeonato vacante de AIB. |
| Victoria                               | 44–1   | Derrick Harmon          | Retiro          | 10 (12), 3:00 | 24-2-2001  | Ice Palace, Tampa, Florida                            | Retuvo los Campeonatos semipesados de CMB, AMB (Super), FIB & OIB. Ganó el Campeonato de Peso semipesado de NBA.                                     |
| Victoria                               | 43–1   | Eric Harding            | Retiro          | 10 (12), 3:00 | 2000-09-09 | New Orleans Arena, Nueva Orleans, Louisiana           | Retuvo los Campeonatos semipesados de CMB, AMB & FIB. Ganó el Campeonato de Peso semipesado de OIB.                                                  |
| Victoria                               | 42–1   | Richard Hall            | TKO             | 11 (12), 1:41 | 13-5-2000  | Conseco Fieldhouse, Indianapolis, Indiana             | Retuvo los Campeonatos semipesados de CMB, AMB & FIB.                                                                                                |
| Victoria                               | 41–1   | David Telesco           | DU              | 12            | 15-1-2000  | Radio City Music Hall, Nueva York                     | Retuvo los Campeonatos semipesados de CMB, AMB & FIB.                                                                                                |
| Victoria                               | 40–1   | Reggie Johnson          | DU              | 12            | 5-6-1999   | Grand Casino Biloxi, Biloxi, Misisipi                 | Retuvo los Campeonatos semipesados de CMB & AMB. Ganó el Campeonato de Peso semipesado de FIB.                                                       |
| Victoria                               | 39–1   | Richard Frazier         | TKO             | 2 (12), 2:59  | 9-1-1999   | Pensacola Civic Center, Pensacola, Florida            | Retuvo los Campeonatos semipesados de CMB & AMB. |
| Victoria                               | 38–1   | Otis Grant              | TKO             | 10 (12), 1:18 | 14-11-1998 | Foxwoods Resort Casino, Mashantucket, Connecticut     | Retuvo los Campeonatos semipesados de CMB & AMB. |
| Victoria                               | 37–1   | Lou Del Valle           | DU              | 12            | 18-7-1998  | Madison Square Garden, Nueva York                     | Retuvo el Campeonato semipesado de CMB Ganó el Campeonato de Peso semipesado de AMB.                                                                 |
| Victoria                               | 36–1   | Virgil Hill             | KO              | 4 (12), 1:10  | 25-4-1998  | Mississippi Coast Coliseum, Biloxi, Misisipi          | |
| Victoria                               | 35–1   | Montell Griffin         | KO              | 1 (12), 2:31  | 7-8-1997   | Foxwoods Resort Casino, Mashantucket, Connecticut     | Ganó el Campeonato de Peso semipesado de CMB. |
| Derrota                                | 34–1   | Montell Griffin         | Descalificación | 9 (12), 2:27  | 21-3-1997  | Taj Majal Hotel & Casino, Atlantic City, Nueva Jersey | Perdió el Campeonato semipesado de CMB. Descalificado por golpear a un oponente caído.                                                               |
| Victoria                               | 34–0   | Mike McCallum           | DU              | 12            | 22-11-1996 | Ice Palace, Tampa, Florida                            | Ganó el Campeonato interino de Peso semipesado de CMB.                                                                                               |
| Victoria                               | 33–0   | Bryant Brannon          | TKO             | 2 (12), 2:23  | 4-10-1996  | Madison Square Garden, Nueva York                     | Retuvo el Campeonato supermediano de FIB. |
| Victoria                               | 32–0   | Eric Lucas              | Retiro          | 11 (12), 3:00 | 15-6-1996  | Coliseum, Jacksonville, Florida                       | Retuvo el Campeonato supermediano de FIB. |
| Victoria                               | 31–0   | Merqui Sosa             | TKO             | 2 (12), 2:36  | 12-1-1996  | Madison Square Garden, Nueva York                     | |
| Victoria                               | 30–0   | Tony Thornton           | TKO             | 3 (12), 0:45  | 30-9-1995  | Pensacola Civic Center, Pensacola, Florida            | Retuvo el Campeonato supermediano de FIB. |
| Victoria                               | 29–0   | Vinny Pazienza          | TKO             | 6 (12), 2:58  | 24-6-1995  | Convention Center, Atlantic City, Nueva Jersey        | Retuvo el Campeonato supermediano de FIB. |
| Victoria                               | 28–0   | Antoine Byrd            | TKO             | 1 (12), 2:06  | 18-3-1995  | Pensacola Civic Center, Pensacola, Florida            | Retuvo el Campeonato supermediano de FIB. |
| Victoria                               | 27–0   | James Toney             | UD              | 12            | 18-11-1994 | MGM Grand Garden Arena, Las Vegas, Nevada             | Ganó el Campeonato de Peso supermediano de FIB. |
| Victoria                               | 26–0   | Thomas Tate             | TKO             | 2 (12), 0:30  | 27-5-1994  | MGM Grand Garden Arena, Las Vegas, Nevada             | Retuvo el Campeonato de Peso medio de FIB. |
| Victoria                               | 25–0   | Danny García            | KO              | 6 (10), 2:59  | 22-3-1994  | U of West Florida Field House, Pensacola, Florida     | |
| Victoria                               | 24–0   | Fermin Chirino          | DU              | 10            | 30-11-1993 | Pensacola Civic Center, Pensacola, Florida            | |
| Victoria                               | 23–0   | Thulani Malinga         | KO              | 6 (10), 1:57  | 1993-08-14 | Casino Magic, Bay St. Louis, Misisipi                 | |
| Victoria                               | 22–0   | Bernard Hopkins         | DU              | 12            | 22-5-1993  | RFK Stadium, Washington D. C.                         | Ganó el Campeonato vacante de Peso medio de FIB |
| Victoria                               | 21–0   | Glenn Wolfe             | TKO             | 1 (10), 2:23  | 13-2-1993  | Caesar's Palace, Las Vegas, Nevada                    | |
| Victoria                               | 20–0   | Percy Harris            | TKO             | 4 (12), 3:00  | 5-12-1992  | Trump Taj Mahal, Atlantic City, Nueva Jersey          | Ganó el Campeonato vacante de Peso supermediano continental de CMB.                                                                                  |
| Victoria                               | 19–0   | Glenn Thomas            | TKO             | 8 (10), 3:00  | 18-8-1992  | Bayfront Auditorium, Pensacola, Florida               | |
| Victoria                               | 18–0   | Jorge Castro            | DU              | 10            | 30-6-1992  | Pensacola Civic Center, Pensacola, Florida            | |
| Victoria                               | 17–0   | Art Serwano             | KO              | 1 (10), 1:40  | 3-4-1992   | Reno-Sparks Convention Center, Reno, Nevada           | |
| Victoria                               | 16–0   | Jorge Vaca              | KO              | 1 (10), 1:45  | 10-1-1992  | Paramount Theatre, Nueva York                         | |
| Victoria                               | 15–0   | Lester Yarbrough        | KO              | 8 (10), ?     | 31-8-1991  | Interstate Fairgrounds, Pensacola, Florida            | |
| Victoria                               | 14–0   | Kevin Daigle            | TKO             | 2 (10), ?     | 3-8-1991   | Interstate Fairgrounds, Pensacola, Florida            | |
| Victoria                               | 13–0   | Eddie Evans             | TKO             | 3 (10), ?     | 13-4-1991  | Pensacola, Florida                                    | |
| Victoria                               | 12–0   | Ricky Stackhouse        | KO              | 1 (10), 0:46  | 31-1-1991  | Bayfront Auditorium, Pensacola, Florida               | |
| Victoria                               | 11–0   | Reggie Miller           | TKO             | 5 (10), ?     | 8-11-1990  | Bayfront Auditorium, Pensacola, Florida               | |
| Victoria                               | 10–0   | Rollin Williams         | KO              | 4 (10), 2:56  | 25-9-1990  | Pensacola, Florida                                    | |
| Victoria                               | 9–0    | Tony Waddles            | KO              | 1 (10), 2:02  | 14-7-1990  | Bayfront Auditorium, Pensacola, Florida               | |
| Victoria                               | 8–0    | Ron Johnson             | KO              | 2 (10), 2:28  | 11-5-1990  | Bayfront Auditorium, Pensacola, Florida               | |
| Victoria                               | 7–0    | Knox Brown              | TKO             | 3 (10), 2:20  | 28-3-1990  | Interstate Fairgrounds, Pensacola, Florida            | |
| Victoria                               | 6–0    | Billy Mitchem           | TKO             | 2 (8), 2:57   | 28-2-1990  | Interstate Fairgrounds, Pensacola, Florida            | |
| Victoria                               | 5–0    | Joe Edens               | KO              | 2 (8), ?      | 8-1-1990   | County Fairgrounds, Mobile, Alabama                   | |
| Victoria                               | 4–0    | David McCluskey         | TKO             | 3 (8), 2:00   | 30-11-1989 | Bayfront Auditorium, Pensacola, Florida               | |
| Victoria                               | 3–0    | Ron Amundsen            | TKO             | 7 (8), 2:43   | 3-9-1989   | Pensacola Civic Center, Pensacola, Florida            | |
| Victoria                               | 2–0    | Stephan Johnson         | TKO             | 8 (8), 2:04   | 11-6-1989  | Trump Plaza Hotel, Atlantic City, Nueva Jersey        | |
| Victoria                               | 1–0    | Ricky Randall           | TKO             | 2 (8), 2:46   | 6-5-1989   | Pensacola Civic Center, Pensacola, Florida            | |

## Carrera como baloncestista
Gran aficionado al baloncesto, Jones practicó ese deporte de manera profesional en la United States Basketball League entre 1996 y 2003, actuando en la posición de base. Aunque vistió los colores de los equipos floridanos Jacksonville Barracudas, Gulf Coast Sundogs y Lakeland/Brevard Blue Ducks, en realidad jugó siempre en la misma franquicia, la cual adoptó diversos nombres en esos años y de la cual fue copropietario. 
El 15 de junio de 1996 protagonizó el insólito hecho en el que jugó un partido con los Jacksonville Barracudas por la tarde y durante la noche de ese mismo día enfrentó en un ring al canadiense Eric Lucas.
En total disputó 122 partidos en la USBL, promediando 6 puntos, 2,7 rebotes y 2,9 asistencias por encuentro. 
A pesar de manifestar su interés de jugar para los London Towers de la British Basketball League, ello jamás se concretó.

## Carrera artística

### Actuación
Jones hizo su debut actoral en 1996 en un episodio de la décima temporada de la popular sitcom Married... with Children, en el que se interpreta a sí mismo. Dos años más tarde apareció en la serie de ciencia ficción The Sentinel, actuando en el papel de un boxeador que es asesinado. Esos dos roles -el de una versión ficcionalizada de sí mismo y el de un boxeador ficticio- se han repetido a lo largo de su carrera actoral, apareciendo en comedias televisivas como Arli$$ y The Wayans Bros., como también en películas cómicas y dramáticas como Grudge Match, Southpaw, Creed II y Lola 2.
Sin embargo hubo ocasiones en las que intentó desarrollar otro tipo de personaje como en Universal Soldier: Day of Reckoning, donde interpreta a un soldado, o en The Matrix Reloaded y The Matrix Revolutions, donde encarna al líder rebelde Capitán Ballard. También aparece brevemente en Little Fockers.

### Música
Comenzó su carrera musical en 2001 con su álbum de rap Round One: The Album y el sencillo "You all Must've Forgot". En 2004, formó un grupo, Body Head Bangerz y lanzó el álbum Body Head Bangerz: Volume One, con otros raperos.

## Vida personal
Jones nació en Pensacola, en el estado de Florida. Su padre, Roy Sr., era un veterano militar de la guerra de Vietnam condecorado e ingeniero retirado de aeronaves que se había ocupado de la cría de cerdos. Roy Sr. fue duro con su hijo desde el principio, burlándose del niño, "entrenando" con él, enfureciéndolo, gritándole y abusando de él, a menudo durante 20 minutos a la vez. Este comportamiento nunca cambió. En todo caso, se hizo más brutal a medida que Roy Jr. creció. Mucha gente denunciaría abiertamente el maltrato de Roy padre, pero él creía que tenía una buena razón para hacerlo: para que Roy Jr. fuera lo suficientemente fuerte como para ser un campeón. En esta búsqueda, fue implacable y Roy Jr. vivió con miedo constante de la violencia verbal y física de su padre contra él.
Jones describió su infancia en la revista Sports Illustrated: "Después de un tiempo ya no me importaba lastimarme o darme más lágrimas. Sentía dolor todo el día, todos los días, tenía mucho miedo de mi padre. su camioneta y comenzó a buscar algo que había hecho mal. No había escapatoria, ni excusa, ni forma de salir de la nada ... Herirse o herirse podría haber sido mejor que la vida que vivía. ... Solía pensar en matarme a mí mismo de todos modos".
Roy Sr. dirigió su propio gimnasio de boxeo, al que dedicó todo su tiempo disponible y recursos financieros. Ofreció orientación a numerosos jóvenes y alejó a muchos de ellos de los problemas. Roy Sr. hizo todo lo posible para expandir el programa y ayudar a más niños. Pero con su propio hijo fue despiadado, llevando a Roy Jr. al borde del agotamiento, gritándole delante de todos los demás luchadores y agrediéndolo.
Jones dijo en la misma entrevista a Sports Illustrated: "Pasé toda mi vida en la jaula de mi padre. Nunca podría ser el 100 por ciento de lo que soy hasta que lo dejé. Pero por su culpa, nada me molesta. Nunca enfrentaré nada más fuerte y más fuerte que lo que ya tengo".
El 19 de agosto de 2015, Roy Jones se reunió con Vladímir Putin en Sebastopol, Crimea, para solicitar la nacionalidad rusa. Explicó que a menudo visita Rusia para realizar actividades comerciales, y un pasaporte evitaría inconvenientes. Jones recibió la ciudadanía rusa el 12 de septiembre.